# تقسیمات اداری مکزیک
مکزیک دارای سی و یک ایالت و یک منطقه فدرال است که روی هم می‌شود سی و دو ناحیه فدرال.
بر اساس قانون اساسی مکزیک این ناحیه‌های آزاد و مستقل محسوب می‌شوند هر ایالت قانون اساسی و مجلس جداگانه دارد فقط منطقه فدرال آن که مکزیکو سیتی باشد محدود است.

## منطقه فدرال
| منطقه       | نام رسمی       | پرچم | مساحت                   | جمعیت (۲۰۱۰) | تاریخ تأسیس |
| ----------- | -------------- | ---- | ----------------------- | ------------ | ----------- |
| مکزیکو سیتی | دیستریتو فدرال |      | ۱٬۴۸۵ km۲ (۵۷۳٫۴ sq mi) | ۸٬۷۲۰٬۹۱۶    | ۱۸۲۴-۱۱–۱۸  |

## ایالت‌ها
| ایالت              | نام رسمی Estado Libre y Soberano de | پرچم | مرکز            | بزرگترین شهر    | مساحت                                   | جمعیت (۲۰۱۰) | رتبه تأسیس شدن | تاریخ تأسیس |
| ------------------ | ----------------------------------- | ---- | --------------- | --------------- | --------------------------------------- | ------------ | -------------- | ----------- |
| آگوئاسکالینتس      | Aguascalientes                      |      | آگوئاسکالینتس   | آگوئاسکالینتس   | ۵٬۶۱۸ کیلومتر مربع (۲٬۱۶۹ مایل مربع)    | ۱٬۱۸۴٬۹۹۶    | ۲۴             | ۱۸۵۷-۰۲–۰۵  |
| باخا کالیفرنیا     | Baja California                     |      | مخیکالی         | تیخوانا         | ۷۱٬۴۴۶ کیلومتر مربع (۲۷٬۵۸۵ مایل مربع)  | ۳٬۱۵۵٬۰۷۰    | ۲۹             | ۱۹۵۲-۰۱–۱۶  |
| باخا کالیفرنیا سور | Baja California Sur                 |      | لا پاس          | لا پاس          | ۷۳٬۹۲۲ کیلومتر مربع (۲۸٬۵۴۱ مایل مربع)  | ۶۳۷٬۰۲۶      | ۳۱             | ۱۹۷۴-۱۰–۰۸  |
| کامپچه             | Campeche                            |      | کامپچه          | کامپچه          | ۵۷٬۹۲۴ کیلومتر مربع (۲۲٬۳۶۵ مایل مربع)  | ۸۲۲٬۴۴۱      | ۲۵             | ۱۸۶۳-۰۴–۲۹  |
| چیاپاس             | Chiapas                             |      | توکسلا گوتیرس   | توکسلا گوتیرس   | ۷۳٬۲۸۹ کیلومتر مربع (۲۸٬۲۹۷ مایل مربع)  | ۴٬۷۹۶٬۵۸۰    | ۱۹             | ۱۸۲۴-۰۹-۱۴  |
| چی‌واوا             | Chihuahua                           |      | چی‌واوا          | سیوداد خوارس    | ۲۴۷٬۴۵۵ کیلومتر مربع (۹۵٬۵۴۳ مایل مربع) | ۳٬۴۰۶٬۴۶۵    | ۱۸             | ۱۸۲۴-۰۷-۰۶  |
| کواویلا۱ ۴         | Coahuila de Zaragoza                |      | سالتییو         | تورئون          | ۱۵۱٬۵۶۳ کیلومتر مربع (۵۸٬۵۱۹ مایل مربع) | ۲٬۷۴۸٬۳۹۱    | ۱۶             | ۱۸۲۴-۰۵-۰۷  |
| کولیما             | Colima                              |      | کولیما          | مانسانییو       | ۵٬۶۲۵ کیلومتر مربع (۲٬۱۷۲ مایل مربع)    | ۶۵۰٬۵۵۵      | ۲۳             | ۰۹-۱۲-۱۸۵۶  |
| دورانگو            | Durango                             |      | دورانگو         | دورانگو         | ۱۲۳٬۴۵۱ کیلومتر مربع (۴۷٬۶۶۵ مایل مربع) | ۱٬۶۳۲٬۹۳۴    | ۱۷             | ۱۸۲۴-۰۵-۲۲  |
| گوآناخوآتو         | Guanajuato                          |      | گوآناخوآتو      | لئون            | ۳۰٬۶۰۸ کیلومتر مربع (۱۱٬۸۱۸ مایل مربع)  | ۵٬۴۸۶٬۳۷۲    | ۲              | ۱۸۲۳-۱۲-۲۰  |
| گوئررو             | Guerrero                            |      | چیلپاسینگو      | آکاپولکو        | ۶۳٬۶۲۱ کیلومتر مربع (۲۴٬۵۶۴ مایل مربع)  | ۳٬۳۸۸٬۷۶۸    | ۲۱             | ۱۸۴۹-۱۰-۲۷  |
| ایدالگو            | Hidalgo                             |      | پاچوکا          | پاچوکا          | ۲۰٬۸۴۶ کیلومتر مربع (۸٬۰۴۹ مایل مربع)   | ۲٬۶۶۵٬۰۱۸    | ۲۶             | ۱۸۶۹-۰۱-۱۶  |
| خالیسکو            | Jalisco                             |      | گوادالاخارا     | گوادالاخارا     | ۷۸٬۵۹۹ کیلومتر مربع (۳۰٬۳۴۷ مایل مربع)  | ۷٬۳۵۰٬۶۸۲    | ۹              | ۱۸۲۳-۱۲-۲۳  |
| ایالت مکزیک        | México                              |      | تولوکا          | اکاتپک          | ۲۲٬۳۵۷ کیلومتر مربع (۸٬۶۳۲ مایل مربع)   | ۱۵٬۱۷۵٬۸۶۲   | ۱              | ۱۸۲۳-۱۲-۲۰  |
| میچوآکان           | Michoacán de Ocampo                 |      | مورلیا          | مورلیا          | ۵۸٬۶۴۳ کیلومتر مربع (۲۲٬۶۴۲ مایل مربع)  | ۴٬۳۵۱٬۰۳۷    | ۵              | ۱۸۲۳-۱۲-۲۲  |
| مورلوس             | Morelos                             |      | کورناواکا       | کورناواکا       | ۴٬۸۹۳ کیلومتر مربع (۱٬۸۸۹ مایل مربع)    | ۱٬۷۷۷٬۲۲۷    | ۲۷             | ۱۸۶۹-۰۴-۱۷  |
| نایاریت            | Nayarit                             |      | تپیک            | تپیک            | ۲۷٬۸۱۵ کیلومتر مربع (۱۰٬۷۳۹ مایل مربع)  | ۱٬۰۸۴٬۹۷۹    | ۲۸             | ۱۹۱۷-۰۱-۲۶  |
| نوئوو لئون۴        | Nuevo León                          |      | مونترری         | مونترری         | ۶۴٬۲۲۰ کیلومتر مربع (۲۴٬۸۰۰ مایل مربع)  | ۴٬۶۵۳٬۴۵۸    | ۱۵             | ۱۸۲۴-۰۵-۰۷  |
| اوآخاکا            | Oaxaca                              |      | اوآخاکا         | اوآخاکا         | ۹۳٬۷۹۳ کیلومتر مربع (۳۶٬۲۱۴ مایل مربع)  | ۳٬۸۰۱٬۹۶۲    | ۳              | ۱۸۲۳-۱۲-۲۱  |
| پوئبلا             | Puebla                              |      | پوئبلا          | پوئبلا          | ۳۴٬۲۹۰ کیلومتر مربع (۱۳٬۲۴۰ مایل مربع)  | ۵٬۷۷۹٬۸۲۹    | ۴              | ۱۸۲۳-۱۲-۲۱  |
| کرتارو             | Querétaro                           |      | کرتارو          | کرتارو          | ۱۱٬۶۸۴ کیلومتر مربع (۴٬۵۱۱ مایل مربع)   | ۱٬۸۲۷٬۹۳۷    | ۱۱             | ۱۸۲۳-۱۲-۲۳  |
| کینتانا رو         | Quintana Roo                        |      | چتومال          | کانکون          | ۴۲٬۳۶۱ کیلومتر مربع (۱۶٬۳۵۶ مایل مربع)  | ۱٬۳۲۵٬۵۷۸    | ۳۰             | ۱۹۷۴-۱۰-۰۸  |
| سن لوئیس پوتوسی    | San Luis Potosí                     |      | سن لوئیس پوتوسی | سن لوئیس پوتوسی | ۶۰٬۹۸۳ کیلومتر مربع (۲۳٬۵۴۶ مایل مربع)  | ۲٬۵۸۵٬۵۱۸    | ۶              | ۱۸۲۳-۱۲-۲۲  |
| سینالوآ            | Sinaloa                             |      | کولیکان         | کولیکان         | ۵۷٬۳۷۷ کیلومتر مربع (۲۲٬۱۵۳ مایل مربع)  | ۲٬۷۶۷٬۷۶۱    | ۲۰             | ۱۸۳۰-۱۰-۱۴  |
| سونورا۲            | Sonora                              |      | ارموسییو        | ارموسییو        | ۱۷۹٬۵۰۳ کیلومتر مربع (۶۹٬۳۰۶ مایل مربع) | ۲٬۶۶۲٬۴۸۰    | ۱۲             | ۱۸۲۴-۰۱-۱۰  |
| تاباسکو۵           | Tabasco                             |      | وییاارموسا      | وییاارموسا      | ۲۴٬۷۳۸ کیلومتر مربع (۹٬۵۵۱ مایل مربع)   | ۲٬۲۳۸٬۶۰۳    | ۱۳             | ۱۸۲۴-۰۲-۰۷  |
| تامائولیپاس۴       | Tamaulipas                          |      | سیوداد ویکتوریا | رینوسا          | ۸۰٬۱۷۵ کیلومتر مربع (۳۰٬۹۵۶ مایل مربع)  | ۳٬۲۶۸٬۵۵۴    | ۱۴             | ۱۸۲۴-۰۲-۰۷  |
| تلاسکالا           | Tlaxcala                            |      | تلاسکالا        | ویسنته گوئررو   | ۳٬۹۹۱ کیلومتر مربع (۱٬۵۴۱ مایل مربع)    | ۱٬۱۶۹٬۹۳۶    | ۲۲             | ۱۸۵۶-۱۲-۰۹  |
| وراکروس            | Veracruz de Ignacio de la Llave     |      | خالاپا          | وراکروس         | ۷۱٬۸۲۰ کیلومتر مربع (۲۷٬۷۳۰ مایل مربع)  | ۷٬۶۴۳٬۱۹۴    | ۷              | ۱۸۲۳-۱۲-۲۲  |
| یوکاتان۳           | Yucatán                             |      | مریدا           | مریدا           | ۳۹٬۶۱۲ کیلومتر مربع (۱۵٬۲۹۴ مایل مربع)  | ۱٬۹۵۵٬۵۷۷    | ۸              | ۱۸۲۳-۱۲-۲۳  |
| ساکاتکاس           | Zacatecas                           |      | ساکاتکاس        | فرزنییو         | ۷۵٬۵۳۹ کیلومتر مربع (۲۹٬۱۶۶ مایل مربع)  | ۱٬۴۹۰٬۶۶۸    | ۱۰             | ۱۸۲۳-۱۲-۲۳  |

.